# 弘业股份
江苏弘业股份有限公司（上交所：600128，简称：弘业股份），是中国上海证券交易所的一家上市公司，主营业务为贸易、文化和投资。是江苏省苏豪控股集团有限公司成员企业，实际控制人为江苏省人民政府国有资产监督管理委员会。
公司前身为1979年成立的“中国工艺品进出口公司江苏省分公司”，1989年更名为“江苏省工艺品进出口（集团）公司”。1994年完成股份制改革，更名为“江苏省工艺品进出口集团股份有限公司”。1997年9月在上海证券交易所挂牌上市，股票简称“江苏工艺”，股票代码：600128。1999年组建“江苏弘业国际集团”。2001年9月，公司名称由“江苏省工艺品进出口集团股份有限公司”变更为“江苏弘业股份有限公司”，股票简称将由“江苏工艺”变更为“弘业股份”。
2022年，公司实现营业收入61.64亿元，同比增长15.84%；实现净利润3969.11万元，同比下降12.45%。